# Casper Hjukström
Frans Casper Hjukström, född 10 september 1911 i Sorsele, död 25 december 1976 i Enskede, var en svensk kompositör och musiker (saxofon, klarinett).
Hjukström medverkade på ett otal olika grammofoninspelningar med svenska jazz- och dansorkestrar under ledare som Sam Samson, Thore Ehrling, Emil Iwring, Thore Jederby, Miff Görling, Erik Frank och Simon Brehm. Han ackompanjerade även artister som Alice Babs och  Povel Ramel. 1941 gjorde han en serie jazzinspelningar med sin egen sextett (inkluderande violinisten Hasse Kahn för Sonora, och han ingick i flera år i jazztidskriften Estrads årligen utsedda "elitorkester".

## Filmografi
- 1946 – 100 dragspel och en flicka - klarinettist på Verona
- 1943 – En melodi om våren - altsaxofonist i Thore Ehrlings orkester
- 1942 - Det är min musik - saxofonist och klarinettist i Macces orkester